# 西盤半島戰役
西盤半島戰役（Battle of Westerplatte）是第二次世界大戰德國入侵波蘭的第一場戰役，發生於1939年9月的頭7天。不到200名的波蘭士兵於西盤半島的軍用轉運站上防守了在各方面皆佔壓倒性優勢的德軍攻擊長達7天。西盤半島的保衛戰激勵了波軍的士氣，並成功阻止德軍將部隊用於他處，直到今天，西盤半島的戰鬥仍被波蘭人視為抵抗侵略的象徵。

## 背景
1925年，國際聯盟理事會僅允許波蘭駐紮88名士兵於西盤半島，但後者之後秘密增加為176名士兵及6名軍官。轉運站和但澤自由市之間被港口的水道所分離，僅留下一條小橋相連接，波蘭於西盤半島上的領土和但澤之間則被磚牆所分離。建造在西盤半島上的要塞工事也不怎麼堅固、也沒有真正的防空洞或地下隧道，僅有五個混凝土小型據點（類似警衛室的存在）、隱藏於半島上森林的軍營以及一個由壕溝與路障相結合成的防禦網。若戰事爆發，守軍估計約能抵抗敵軍持續的進攻約12小時。

## 序幕
1939年8月底，德國戰艦「什列斯威格-霍爾斯坦號」藉口友好訪問駛入但澤，並停泊於距西盤半島150公尺的水道處，船上有德國突擊部隊（Stoßtruppen）的一個連單位，其奉命於8月26日一早就對西盤半島發動攻擊。然而，登岸前不久攻擊命令即取消，原因是英國與波蘭在8月25日簽署了《英波共同防禦協定》，且這時義大利方面傳來對於履行鋼鐵條約的義務有所猶豫，德國元首阿道夫·希特勒動搖了，進而取消了攻擊行動。
德軍部隊包括由腓特烈-格奧爾格·埃貝哈爾德（Friedrich-Georg Eberhardt）所指揮的1,500人親衛隊保安團（Heimwehr）和由威廉·海寧森中尉（Wilhelm Henningsen）指揮、準備攻擊兵站的225名的海軍步兵士兵，全部作戰則由什列斯威格-霍爾斯坦號上的海軍少將古斯塔夫·克萊坎普（Gustav Kleikamp）所指揮，後者於8月26日將船駛往更上游的地區，而波蘭守軍司令漢里克·蘇夏爾斯基少校（Henryk Sucharski）則命令部下提高戒備。

## 戰鬥
1939年9月1日波蘭時間清晨4點48分，德國發動入侵，開始了第二次世界大戰。什列斯威格-霍爾斯坦號突然以舷炮對由182名士兵和27名後備役平民組成的波蘭守軍開火射擊，蘇夏爾斯基少校向海爾半島發出無線電訊息：「求救！我正遭到攻擊！」德軍於東南部的射擊於圍牆和油庫上留下三個洞，並引發了猛烈的火災。8分鐘後，當國防軍戰鬥工兵炸毀了陸橋上的鐵路時，威廉·海寧森中尉率領突擊部隊（由三個排的精銳海軍步兵士兵組成）自什列斯威格-霍爾斯坦號上登陸，並期望自驚愕狀態下的波軍中獲得一個輕鬆的勝利。
不久，波軍士兵上士沃切克·納吉薩瑞克（Wojciech Najsarek）被德軍機槍射倒，為此戰爭與戰役中第一位陣亡者。不久，德軍發現己方陷入波軍精心佈置的伏擊點，波軍自被大砲擊穿的洞中射擊火砲。德軍陷入受到隱蔽火力的攻擊狀態，一度還認為波軍派狙擊手潛伏於樹上，同時，地面的鐵絲網也有效限制了德軍的行動。波軍開火擊中德軍保安部隊的機槍巢，波軍士兵里昂·帕洽克中尉（Leon Pajak）還使用榴彈砲遏止住德軍的挺進和攻擊，不久還派出了野戰砲轟擊倉庫與運河間的德軍狙擊機槍巢，並幾乎擊中了什列斯威格-霍爾斯坦號的指揮所，但後者不久後用艦砲將其摧毀。6點22分，德國海軍步兵士兵瘋狂地向什列斯威格-霍爾斯坦號發送無線電表示己方傷亡慘重而撤退，但澤的警察此時嘗試控制西盤半島另一側的海港控制權，但被波軍所擊退。目前已有50名德軍和波軍士兵傷亡。8點55分，德軍再度嘗試進攻，但碰到地雷和倒落的樹木與鐵絲網等障礙物，以及猛烈的砲火所攻擊，再度失敗。到了中午，親衛隊成員首先逃離，而海寧森則身受重傷。德軍最初的突擊被粉碎，第二次於早上發動的進攻則加上了90發280公釐、407發170公釐和366發88公釐火砲轟擊，但德軍仍然被擊退，並遭受了意外地高的損失。然而波軍最終還是會自「瓦爾」（Wał）和「波姆」（Prom）兩據點撤退（再更晚些會連「福特」（Fort）據點也撤退），並開始於半島中心的新兵營組成一個環形防衛圈固守。

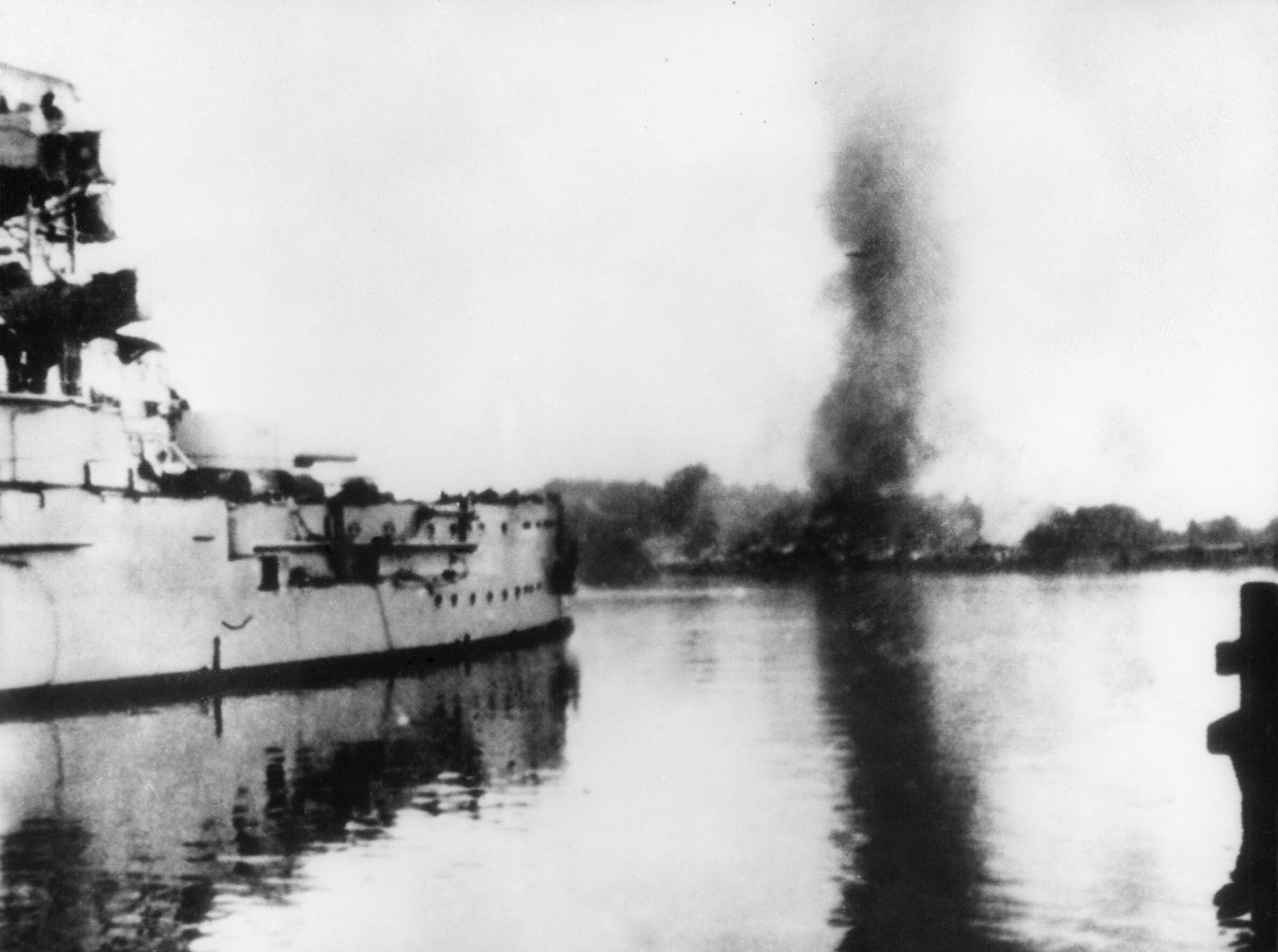
「什列斯威格-霍爾斯坦號」向西盤半島開火

在第一天的戰鬥中，波蘭方面有一人陣亡、七人受傷（其中有三人在晚些時候死亡，其中有兩人被俘虜，並在一家德國醫院去世）；另一方面，德國海軍步兵則有16人陣亡、約120人受傷（受傷者傷勢多十分嚴重），超過投入行動的225名士兵之一半。由於波軍司令蘇夏爾斯基經過幾次齊射後下令節省迫擊砲彈藥，不然德軍會傷亡更為慘重（也因為此命令如此，當隔天波軍迫擊砲被毀時，他們才消耗860發中的104發彈藥）。隨後幾天，德軍以艦砲和重型野戰砲持續砲轟半島（其中包括一門口徑210公釐的榴彈砲），將半島打的有如一次大戰月球表面的地形。埃貝哈爾德說服了北方集團軍司令費多爾·馮·波克將軍，靠地面攻擊無法攻下目標。於是，德軍在9月2日以60架Ju 87俯衝轟炸機進行轟炸（一共投擲了26.5噸的炸彈），直接命中了五號警衛室（一枚500公斤炸彈將其完全摧毀），並造成了8名波軍士兵陣亡。德軍的空襲造成的濃霧掩蓋了整座半島，也摧毀了波軍唯一的無線電台和全部的糧食供應處。德國觀測員認為沒有士兵能在這場空襲中存活，但在9月3日與4日德軍所有的攻擊又都被擊退；9月4日，德軍以T-196號魚雷艇自海岸進行奇襲，波軍放棄了瓦爾據點，只剩下可用來防禦北面攻擊的福特據點。
9月5日，得了砲彈休克症的蘇夏爾斯基召開了戰爭會議、考慮投降的意見，並將指揮工作短暫地交給了部下弗蘭西塞克·塔波斯基上尉（Franciszek Dąbrowski）。德國海軍步兵、但澤的親衛隊成員和國防軍士兵再度發動了幾次謹慎的攻擊，但每次皆被擊退。3點，德軍再以燃燒的列車攻擊陸橋，但由於駕駛員太過緊張而過早將列車斷開，令列車未能抵達波軍的油槽、引燃大火來覆蓋森林，反而是燃燒的列車提供給波軍一個良好的射擊區，德軍傷亡慘重，下午德軍執行第二次的「火燒列車作戰」也同樣失敗了。在此期間，波蘭國家廣播局於每個早上向全國播放「西盤半島仍在持續戰鬥」一消息。第二次戰爭會議再度召開，少校與他人為是否要投降一事起了爭執，此時德軍已在波蘭首都華沙外圍，且波軍的傷員已開始出現壞疽。
9月7日清晨4點30分，德軍再度猛烈地開火攻擊西盤半島，一直到7點鐘才停止，還以火焰發射器摧毀了二號警衛室，並另外毀損了一號與四號。被圍困的守軍缺乏足夠的藥物和水，轉運站的醫療軍官麥耶卡錫勞·斯拉比上尉（Mieczysław Słaby）已無法照顧傷患。9點45分，波蘭舉白旗投降。波蘭守軍的表現令德軍留下深刻的印象，德軍指揮官埃貝哈爾德特別允許蘇夏爾斯基被俘時繼續保有他的禮儀用配劍（後來還是被德軍所沒收）。同時，波軍的無線電操作員卡西密爾茲·拉辛斯基（Kazimierz Rasiński）因為在德軍嚴酷的拷問後仍不肯供出無線電代碼而遭到其射殺。
在戰爭爆發後一星期時間中，僅有數百名的波軍成功牽制了多達3,400名的德軍士兵。

## 結果

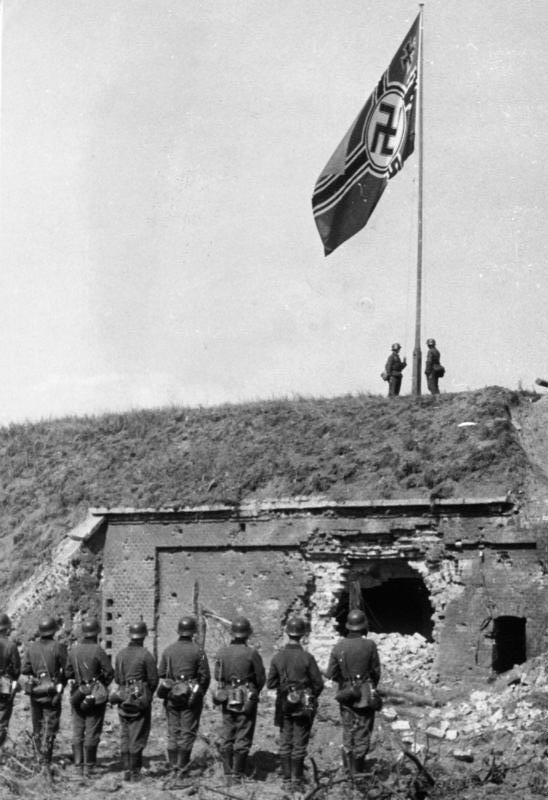
德軍戰旗於西盤半島昇起

德軍的損失沒有一個準確的數字，但常被估計約為200至400人之間陣亡，而受傷者則更多，其中有些是因為被友軍火力所傷，尤其是戰艦砲火，原因應是起初攻擊時，德軍過於靠近戰艦射擊目標處。波軍的傷亡要低的多，共15至20人陣亡和53人受傷。另外根據一個於1940年發現的埋葬地點報告，有5具身份不明的波軍屍體可能遭到其戰友背棄而被處決。另外還有8位俘虜受到酷刑，並死於德國的戰俘營裡。

爾後，在波蘭守軍司令蘇夏爾斯基與行政員達布羅斯基之間出現了爭議，前者活到了戰後，从奥地利的战俘营中被英军解救，1946年死于英军医院，生前昇到了准將，還獲得了波蘭最高等級的軍事勳章—波蘭軍事十字勳章（Virtuti Militari）。
杜布罗夫斯基上尉在二战后从德国集中营出来后，加入了“波兰人民军”海军，少校军衔，还加入了波兰的执政党“统一工人党”，主持了乌斯特卡海岸防御要塞的建设。1962年去世，享年58岁。生前还主持召开了几次西盘半岛战斗老兵集会，出版了个人回忆录。 
但到了1990年代，有報告質疑他在此戰役中所扮演的角色（在1962年達布羅斯基死後，當時波蘭軍官們曾為他們的名譽發誓，並未透漏其指揮官，即蘇夏爾斯基从战斗第一天开始的大部分時間都是處於砲彈休克症的狀態）。西盤半島的戰事因此也變成稍有爭議的事件，歷史學家詹蘇斯·馬斯薩萊克（Dr. Janusz Marszalec）自波蘭國家研究紀念院查找資料，做了以下的結論：

兩位指揮西盤半島的軍官—蘇夏爾斯基與達布羅斯基間存在著問題，有趣的是，這個爭議並不會引來歷史學家的關注，因為它沒有發生一個學術性的爭論。這是一個在網路上常被歷史興趣者拿來爭論的主題，並一貫地圍繞於缺乏證實的來源而重複爭論之。他們往往會陷入一種高亢和激昂的狀態，從而無法對事情作客觀理性的分析。這一事件的爭議規模已遠遠跳脫出單是網路上一小群愛好者的框架，包括大眾傳媒的電影劇本和宣稱揭露西盤半島「新真相」的公費的電影等，皆造成了爭議。若沒有本案詳盡的資訊，不能說截至目前為止大家所知道的、關於1939年西盤半島上的戰鬥歷史與史實有何出入……蘇夏爾斯基與另外兩百名守軍士兵，無論他們是否是要戰至最後一發子彈，無論他們是否打算在1939年9月1日、什列斯威格-霍爾斯坦號開砲完12小時投降，在撇開這些爭議後，他們都將充分留存在這群人的回憶中。

早在西盤半島戰事進行時、德軍繼續於各地順利挺進時，波軍於本戰役的表現即鼓舞了各地的人群，甚至一直到戰爭結束後仍被視為一個抵抗入侵的象徵，有如波蘭版的「溫泉關」。波蘭詩人康斯坦第·高什斯基（Konstanty Gałczyński）為了本戰役寫了一首詩：《西盤半島的士兵之歌》（Pieśń o żołnierzach Westerplatte）。這首詩也反映了一個在二戰結束後數年的著名誤解：西盤半島守軍戰至最後一人。1943年，波蘭亦有一支部隊為紀念本戰役而取名為「西盤半島防衛者第1裝甲旅」（1 Brygada Pancerna im. Bohaterów Westerplatte）。戰後數年，也有數十所學校或船隻被命名為「西盤半島英雄」或是「西盤半島保衛者」。一直到今天，該地的兵營和警衛室的廢墟仍舊保存著，其中一個警衛室被遷至內陸數百碼，改建成一個博物館，並以什列斯威格-霍爾斯坦號的兩枚280毫米砲彈撐起它的入口。

## 參戰單位

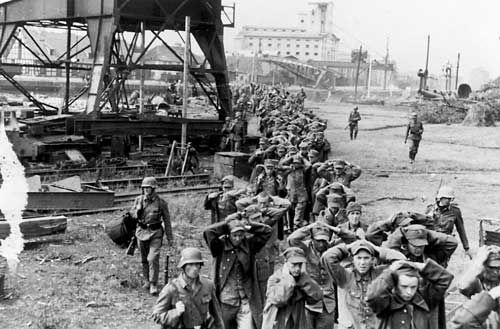
波蘭士兵在西盤半島投降後，被德軍所俘虜。

### 德軍
德國海軍的船艦：
- “什列斯威格-霍爾斯坦號”戰艦
- 兩艘魚雷艇：T-192和T-963

艾貝哈爾德的地面作戰部隊：
- 第三海軍突擊連（精銳的海軍步兵連，之後被重編為海軍531砲兵連）與自德绍-罗斯劳調來的戰鬥工兵排。
- 一個獨立榴彈砲營（Haubitzen-Abt.）。
- 但澤海岸警備隊警察（Küstenschutz der Danziger Polizei）與「秩序警察」（Ordnungspolizei）的「州警察」（Landespolizei）團。
- 親衛隊但澤保安團（為當地的親衛隊軍隊），包括親衛隊的集中營警備部隊「艾伊曼」（Wachsturmbann Eimann，該單位後來成為武裝親衛隊「骷髏師」的一部份）。
- 還另有其他可調動之兵力。

德國空軍：
- 第2俯衝轟炸聯隊的第2大隊與第3大隊。
- 第186訓練大隊之第4中隊。

全部共有40至60架的Ju 87俯衝轟炸機和另外7架飛機（He 51和Ju 52）參與了對西盤半島的圍攻。
德軍地面部隊裝備了ADGZ重型裝甲車、65門火砲（包括20公釐30年式防空砲、37公釐36年式戰防砲、105公釐18年式輕型榴彈砲和210公釐18年式臼砲、超過100挺的機槍、數量不明的中型迫擊砲和35年式火焰發射器。

### 波軍
1939年8月，西盤半島上的波軍已增加至182名士兵和27位在戰爭即將爆發時、徵召而來的後備役平民。轉運站上有一門75公釐02/26式野戰砲、兩門波佛斯37公厘戰防炮、四門81公釐wz. 31砲擊砲。駐軍稍佔優勢的是與他們單位人數不成比例的強大機槍火力，共有41支機槍，其中有16門為重機槍。另外還有160支步槍、1,000顆手榴彈和40支手槍。

## 外部連結
- （英文） 西盤半島戰役 （页面存档备份，存于）
- （波兰語） 西盤半島戰役歷史網 （页面存档备份，存于）